# Enzo Knol
Enzo Knol, geboren als Enzo Erkelens (Rolde, 8 juni 1993), is een Nederlandstalige youtuber, vlogger en stemacteur. Hij brak in 2014 door op YouTube. Zijn hoofdkanaal bereikte in 2018 de mijlpaal van 2 miljoen abonnees. Hiermee is hij een van de succesvolste Nederlandstalige youtubers evenals zijn broer Milan Knol.

## Jeugdjaren
Knol werd geboren als Enzo Erkelens. Na de scheiding van zijn ouders namen Enzo en zijn broer Milan de achternaam Knol van hun moeder over. Samen met hun moeder en stiefvader woonden zij enige tijd in Den Haag. Als tiener bracht Enzo Knol ook een periode door bij zijn vader in Assen. Toen Knol 17 jaar oud was, verbleef hij ongeveer honderd dagen in een gesloten instelling vanwege ernstige problemen met agressie en drugsgebruik. Op 18-jarige leeftijd verbrak hij het contact met zijn vader, na een laatste ontmoeting. 

## Carrière

### Opkomst als vlogger
Knol werd geïnspireerd om zelf video's te maken door zijn oudere broer Milan, die al langer actief was op internet. Op 9 juni 2013 publiceerde Knol zijn eerste YouTube-video, die hij een dag eerder had opgenomen ter gelegenheid van zijn twintigste verjaardag. Zijn echte doorbraak kwam in februari 2014, toen een video van een mislukte fietsstunt, waarbij hij zijn arm brak, viraal ging. In het najaar van 2014 had Knol inmiddels ruim 400.000 abonnees.
Knol plaatste lange tijd dagelijks een nieuwe video. Op zijn hoofdkanaal, EnzoKnol, verscheen elke middag een nieuwe vlog waarin hij vaak humoristische onderwerpen behandelde, maar soms ook serieuzere, zoals pesten of de impact van een scheiding. Sommige video's bevatten sluikreclame. In april 2018 splitste Knol zijn content op in twee kanalen: EnzoKnol voor vlogs en EnzoKnol2 voor gamingvideo's over onder andere Fortnite en Minecraft. In 2021 lanceerde hij een derde kanaal, EnzoKnol Shorts, met korte, grappige fragmenten uit zijn video's.
Eind 2015 betitelde de NOS het YouTube-kanaal van Enzo Knol als Nederlandstalige YouTuber met de meeste abonnees. Op 29 december 2015 bereikte hij de mijlpaal van één miljoen. Zijn toenemende bekendheid leverde hem na verloop van tijd ook aandacht op van de gevestigde media, zoals bij RTL Late Night, waar hij vanaf september 2014 zo nu en dan aanschoof, en evenementen voor zijn fans, waaronder een bijeenkomst in de Jaarbeurs in oktober 2014, waar de politie moest ingrijpen vanwege de enorme opkomst.
Een maand later werd er in Amsterdam alsnog een fandag gehouden waar aanmelding vereist was om Knol te ontmoeten. Knol kreeg ook een aanbod om een eigen realityserie op televisie te gaan doen, maar hij wees dit af.
Op 13 september 2018 bereikte het oorspronkelijke YouTube-kanaal van Knol de mijlpaal twee miljoen abonnees. Knol had intussen ook al extra bekendheid gekregen als tv-persoonlijkheid.

### Deelname aan tv-programma's en verdere bekendheid
In september 2016 nam Knol deel aan het gamingprogramma Legends of Gaming NL en behaalde hij de vijfde plaats in het eerste seizoen. In september 2017 nam hij opnieuw deel aan seizoen 2 van dit programma en eindigde hij opnieuw als vijfde. Tijdens het tweede seizoen won Knol echter de Legends of Gaming Skill-Award. 
Madame Tussauds Amsterdam creëerde een wassen beeld van Knol, dat op 12 oktober 2017 door Knol zelf werd onthuld.
In 2019 sprak Knol de stem in van het personage Chuck in de Nederlandse versie van de animatiefilm Angry Birds 2. In datzelfde jaar werd Knol overtroffen als de grootste Nederlandstalige YouTuber door StukTV. In 2020 heroverde hij de positie als de grootste Nederlandstalige YouTuber van StukTV.
Knol nam jaarlijks deel aan het evenement YOUTUBERSxTOVERLAND in Attractiepark Toverland. Vanwege de coronacrisis werd dit evenement in 2020 geannuleerd.
Op 31 oktober 2020 nam Knol deel aan Het Jachtseizoen van StukTV. Hij slaagde erin te ontsnappen.

## Merchandise

### Knolpower
Op 23 oktober 2015 presenteerde Knol zijn boek Knolpower!, waarin hij onder andere een overzicht gaf van zijn vlogcarrière, interviews met fans en familieleden, en een cursus vloggen. Knol heeft ook zijn eigen kledinglijn genaamd Knolpower, die hij verkoopt via zijn webshop. Sinds 2022 wordt er ook het Knolpowerweekend georganiseerd, dat plaatsvindt in april in Attractiepark Drouwenerzand. Knol is gedurende twee dagen aanwezig in het park om vragen van fans te beantwoorden. Er werden ook meet-and-greets met hem verloot.

### Pop-upwinkels
Op 19 december 2018 opende Knol zijn eigen pop-upwinkel in de Jumbo Foodmarkt in Groningen. Op 31 juli 2019 werd er een nieuwe pop-upwinkel geopend in de Jumbo Foodmarkt in Tilburg. Op 22 december 2022 keerde Knol terug met een Knolpower pop-upwinkel, deze keer in Batavia Stad.

## Privéleven
Knol maakte vroeger veel van zijn vlogs samen met zijn toenmalige vriendin Dee van der Zeeuw, die hij via sociale media leerde kennen. In de meeste van zijn vlogs uit de periode 2013-2018 was zij te zien. Op 25 juni 2018 besloten ze definitief een punt te zetten achter hun relatie. Sinds november 2019 is Myron Koops dagelijks te zien in de vlogs van Knol. Op 18 november 2020 maakten ze officieel bekend een relatie te hebben. Sinds 1 mei 2025 zijn Knol en Koops geregistreerde partners.
Op 1 mei 2024 werden zij ouders van een zoon.
In 2014 ging Knol op zichzelf wonen in Hilversum. In maart 2016 kocht hij een appartement in Zeist. Begin januari 2021 maakte hij bekend een villa in Soesterberg te hebben gekocht, in de straat waar ook zijn broer Milan woonde. Deze woning zou hij zonder hypotheek hebben betaald. In 2021 heeft hij ook twee appartementen gekocht aan het Gardameer in Italië die hij verhuurt als vakantiewoningen. Eind 2023 kocht hij ook nog een appartement aan de Vaart in Assen, als extra plek om te kunnen verblijven bij het bezoeken van vrienden en familie in de omgeving. 
Op 2 december 2024 verkocht Knol zijn appartement in Zeist en maakte hier zo'n €220.000,- winst mee.